# ラプンツェルのランタンフェスティバル
- - ファンタジースプリングス > ラプンツェルのランタンフェスティバル
  - 東京ディズニーシーのアトラクション > ラプンツェルのランタンフェスティバル

| ラプンツェルのランタンフェスティバル Rapunzel's Lantern Festival | ラプンツェルのランタンフェスティバル Rapunzel's Lantern Festival | ラプンツェルのランタンフェスティバル Rapunzel's Lantern Festival | ラプンツェルのランタンフェスティバル Rapunzel's Lantern Festival |
| ---------------------------------------------------------------- | ---------------------------------------------------------------- | ---------------------------------------------------------------- | ---------------------------------------------------------------- |
| オープン日                                                       | オープン日                                                       | 2024年6月6日                                                     | 2024年6月6日                                                     |
| スポンサー                                                       | スポンサー                                                       | ダイハツ工業株式会社                                             | ダイハツ工業株式会社                                             |
| 所要時間                                                         | 所要時間                                                         | 約5分                                                            | 約5分                                                            |
| 定員                                                             | 定員                                                             | 16名                                                             | 16名                                                             |
| 利用制限                                                         |                                                                  | なし                                                             | なし                                                             |
| ファストパス                                                     | ファストパス                                                     |                                                                  | 2024年現在なし（スタンバイパス 対象）                            |
| シングルライダー                                                 | シングルライダー                                                 |                                                                  | 対象外                                                           |

ラプンツェルのランタンフェスティバル（英: Rapunzel's Lantern Festival）は、東京ディズニーシーのファンタジースプリングスにある、映画『塔の上のラプンツェル』をテーマとしたボートライド型アトラクションである。
『塔の上のラプンツェル』を題材としたアトラクションが導入されるのは、世界で初めてとなる。

## 概要
アトラクションでは、ラプンツェルとフリン・ライダーが年に一度開かれるランタンフェスティバルへ向かうボートの旅が描かれる。
乗り場へと続くボートハウス内では、ランタンフェスティバルで使用されるボートを準備する様子が見られる。キューライン（待ち列）を進むと、設計図や製作途中のボート、フェスティバルのポスターなどが並び、ゲストが乗るボートもここで貸し出されるという設定になっている。
ボートが出発すると、塔の窓辺から外を見つめながら「自由への扉」を歌うラプンツェルと、その様子を眺めるフリン・ライダーが登場する。川岸の岩場には、カメレオンのパスカルの姿も見られる。
「最高の日」のシーンでは、魔法の髪にぶら下がりながらはしゃぐラプンツェルの姿が描かれ、酒場「スナグリーダックリング」からはピアノの音色が聞こえてくる。
「魔法の花」のシーンでは、ラプンツェルが歌うことで、フリン・ライダーの手の傷が癒えていく様子が再現される。
洞窟を抜けると、ラプンツェルの故郷であるコロナ王国の景色が広がり、「輝く未来」のメロディーが流れる中でランタンフェスティバルが始まる。

## キャスト
- ラプンツェル：中川翔子
- フリン・ライダー：畠中洋

中川翔子は、ファンタジースプリングスを訪れた際に自身のX（旧Twitter）で、約5年前（2019年頃）にアトラクションの台詞と歌の収録を行ったことを明かしている。なお、同エリア内にある別アトラクション「アナとエルサのフローズンジャーニー」の台詞と歌の収録も同時期に行われている。
映画版では、中川がラプンツェルの台詞を担当し、歌唱部分は小此木麻里が務めていた。しかし、本アトラクションでは中川が台詞に加えて歌唱も担当している。
また、中川は自身のYouTubeチャンネルで、フリン・ライダー役の畠中洋と向かい合って、新たな歌詞となった楽曲の収録を行ったことを明かしている。

## 提供
2025年2月28日、ダイハツ工業は「ラプンツェルのランタンフェスティバル」のスポンサーとなり、2025年3月1日より提供を開始すると発表した。
ダイハツ工業は本アトラクションのほか、東京ディズニーランドの「ベイマックスのハッピーライド」や、東京ディズニーランド・パーキング、東京ディズニーシー・パーキングのスポンサーも務めている。